# Naissance en 1387
Naissance
- 1383
- 1384
- 1385
- 1386
- 1387
- 1388
- 1389
- 1390
- 1391

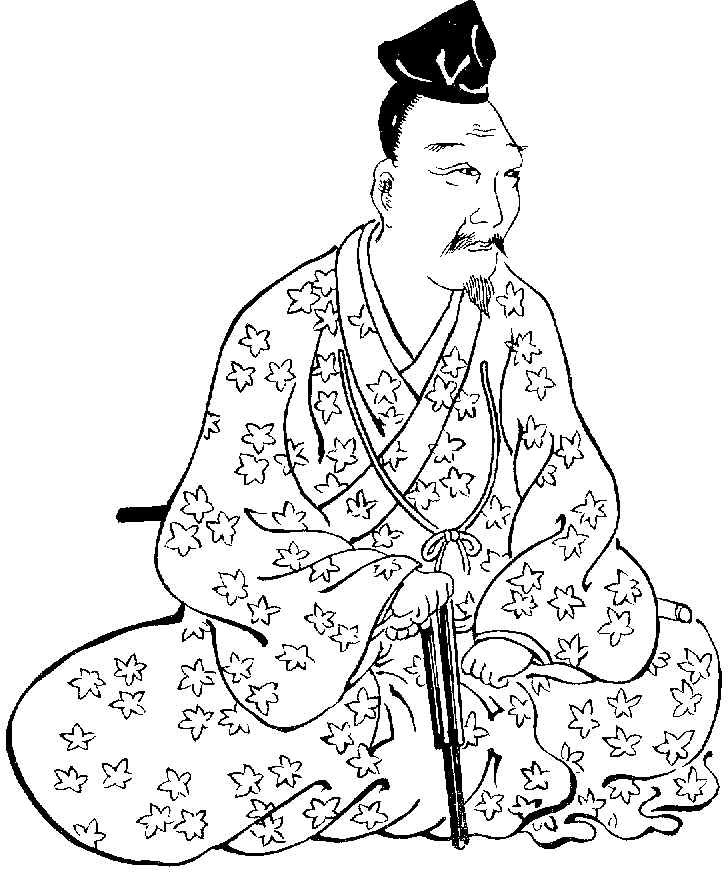
Iizasa Ienao, né en 1387.

Cette page dresse une liste de personnalités nées au cours de l'année 1387  :
- 6 juillet : Blanche Ire de Navarre, reine de Navarre.

- Juan Casanova, évêque de Bosa (Sardaigne), évêque d'Elne puis administrateur de Gérone.
- Henriette d'Orbe, comtesse de Montbéliard.
- Willem de Bavière-Schagen, seigneur de Schagen et amiral hollandais.
- Constance Holland, duchesse de Norfolk et comtesse de Nottingham.
- Iizasa Ienao, fondateur du Tenshin Shoden Katori Shintō Ryu.
- Jean Ier Michel, conseiller de Louis II, évêque d'Angers.
- Parri Spinelli, peintre toscan.
- Gaëtan de Tiène, philosophe et savant italien.

## Crédit d'auteurs
- Cet article est partiellement ou en totalité issu de l'article intitulé « 1387 » (voir la liste des auteurs).